# Вінсент Джиганте
Вінсент Луїс Джіганте (англ. Vincent Louis Gigante; 29 березня 1928, Нью-Йорк — 19 грудня 2005) — американський гангстер італійського походження, бос кримінальної сім'ї Дженовезе з 1981 по 2005 рік.

## Життєпис
Він був людиною зі складним характером: кинув школу в дев'ятому класі, після чого почав займатися боксом. Виграв 21 з 25 боїв у напівважкій вазі. З 17 років він перебував у злочинному угрупованні, а у 25 років був уперше заарештований.
Першою значною справою Джіганте як члена сім'ї Дженовезе була спроба вбивства Френка Костелло, проте він схибив. Попри це, його сходження в сім'ї Дженовезе тривало, поки він не став спочатку хрещеним батьком, а на початку 80-х консольере (від італ. Радник). Після того як був засуджений мафіозний бос Тоні Салерно (Tony Salerno), Джіганте став найголовнішим. Що ж зробило Джіганте таким знаменитим? Після того, як наприкінці 60-х він уникнув попадання у в'язницю, прикинувшись божевільним, він продовжував зображати з себе ненормального, наприклад, прогулюючись по вулицях Нью-Йорка в купальному халаті. Саме через цей факт він отримав ще два прізвиська: «Дивак» та «Король піжами». І тільки після засудження за рекет у 2003 році він визнав, що з його психічним здоров'ям все нормально.
Джіганте помер у в'язниці 19 грудня 2005 року через проблеми із серцем. Через це і завдяки своїм адвокатам його повинні були випустити у 2010 році.